# Michael Forster
Michael Forster (* 21. März 1967 in Homburg) ist ein deutscher Kommunalpolitiker (CDU). Seit 2024 ist er Oberbürgermeister der Kreis- und Universitätsstadt Homburg. Zuvor war er von 2018 bis 2024 Bürgermeister der Stadt Homburg.

## Ausbildung und Beruf
Michael Forster ist das 5. Kind des CDU-Politikers und Arbeitskammer Vizepräsidenten Hermann Forster und seiner Frau Theresia Forster (geb. Weisbrodt). Er wuchs im Homburger Stadtteil Erbach auf und legte im Jahr 1987 am Saarpfalz-Gymnasium in Homburg sein Abitur ab. Anschließend studierte er Rechtswissenschaften an der Universität des Saarlandes in Saarbrücken, welches er als Volljurist abschloss.
Nach seinem Studium arbeitete Forster von 1997 bis 2002 zunächst als selbstständiger Rechtsanwalt in Homburg. 2002 wechselte er in die Landesverwaltung. Zunächst in das Ministerium für Inneres und Sport des Saarlandes, wo er als Rechtsanwalt tätig war. Von 2003 bis 2007 war er hauptamtlicher Dozent an der Fachhochschule für Verwaltung.
2007 wechselte Forster zurück ins saarländische Innenministerium, wo er bis 2014 als Referatsleiter für Personalangelegenheiten der Vollzugspolizei arbeitete. Während dieser Zeit als Referatsleiter war er außerdem ab 2009 stellvertretender Abteilungsleiter für Polizeiangelegenheiten und Bevölkerungsschutz im Innenministerium des Saarlandes. Ab 2014 war Forster dann zunächst Leiter des Referats Personal im Ministerium für Finanzen und Europa, bevor er dann ab 2016 Leiter der Zentralabteilung im Finanzministerium war.
Er war mit der Rechtsanwältin Frauke-Gunhild Forster (geb. Schmidt) verheiratet. Seit dem 15. Juni 2020 ist er verwitwet.

## Politik
Seit den 1990er Jahren engagiert sich Forster in verschiedensten Positionen politisch für seine Heimat. So war er unter anderem Vorsitzender des CDU-Ortsverbandes Erbach-Reiskirchen sowie Vorsitzender des CDU-Stadtverbandes Homburg.
Auch war er von 2004 bis zu seiner Wahl zum Bürgermeister der Stadt Homburg, Mitglied des Stadtrates und Fraktionsvorsitzender der CDU-Fraktion im Homburger Stadtrat.
Seit November 2018 war Michael Forster hauptamtlicher Bürgermeister der Stadt Homburg. In dieser Funktion vertrat er seit 2019 Oberbürgermeister Rüdiger Schneidewind, welcher wegen Untreue im Amt verurteilt und suspendiert wurde, und führte kommissarisch die Amtsgeschäfte der Stadt Homburg.
Bei der Wahl zum Oberbürgermeister der Stadt Homburg am 9. Juni 2024 erreichte er 43,30 % der Stimmen, womit er sich nicht gegen seine fünf Gegenkandidaten Pascal Conigliaro (SPD, 20,57 %), Marcus Loew (AfD, 14,47 %), Marc Piazolo (Grüne, 10,48 %), Rüdiger Schneidewind (parteiloser Einzelbewerber, 6,47 %) und Bruno Leiner (Die Linke, 4,72 %) mit der erforderlichen absoluten Mehrheit im ersten Wahlgang durchsetzen konnte. In den deshalb notwendigen Stichwahlen am 23. Juni 2024 gewann Forster mit 63,96 % (8187 Stimmen) deutlich gegen Pascal Conigliaro, welcher auf 36,04 % (4614 Stimmen) kam.
Am 1. Oktober 2024 trat Forster offiziell die Nachfolge von Rüdiger Schneidewind als Oberbürgermeister von Homburg an, den er bis dato bereits 5 Jahre lang vertreten hatte.